# Свјетски куп: Капитенова прича
Свјетски куп: Капитенова прича (енгл. The World Cup: A Captain's Tale) је британски спортски филм из 1982. који је заснован на истинитој причи о побједницима првог свјетског фудбалског такмичења, ФК Вест Окланд, којег су чинили рудари из Дурхама. Овај тим је у финалу, које се 1910. играло у Торину, побиједио Јувентус.

## Улоге
| Глумац           | Улога                    |
| ---------------- | ------------------------ |
| Денис Ватерман   | Боб Џонс                 |
| Ричард Грифитс   | Сиднеј Барон             |
| Ендру Кир        | Сер Томас Липтон         |
| Најџел Хоторн    | Џон Вествуд              |
| Мерџори Бленд    | Еди Џонс                 |
| Дејвид Бредли    | Тајзер Томас             |
| Тим Хили         | Чарли Хог                |
| Кен Хачисон      | Џими Дикенсон            |
| Род Калбертсон   | Роб Гил                  |
| Струан Роџер     | Џек Гринвел              |
| Лојд Макгвајер   | Том Гил                  |
| Џон Боулер       | Роб Гатри                |
| Dyfed Thomas     | Џок Џонс                 |
| Џереми Булок     | Бен Тајлет Витингем      |
| Филип Кроскин    | Тот Габинс               |
| Кристијан Родска | Креши                    |
| Тери Гибонс      | Такер Гил                |
| Хјз Болтерс      | читач                    |
| Дерек Френцис    | Његова милост            |
| Хју Фрејзер      | Гордон Најтли            |
| Марк Вингет      | Дин                      |
| Мерелина Кендал  | медицинска сестра        |
| Престон Локвуд   | ФА члан                  |
| Едвард Палмер    | ФА члан                  |
| BБрајан Хог      | крило ФК Стоктон         |
| Тони Нилсон      | брат од крила ФК Стоктон |
| Волтер Ги        | судија                   |
| Пол Сетвендер    | Џон                      |
| Домнико Серн Геј | градоначелник            |
| Рајмонд Броди    | главни конобар           |
| Паоло Бартолини  | Филипо Отони             |
| Ђузепе Пера      | власник                  |
| Бруно Далезио    | конобар                  |
| Вилма Деузебио   | мадам                    |
| Мариела Мичалези | проститутка              |